# Establo Tatsutagawa
El Establo Tatsutagawa (立田川部屋, Tatsutagawa beya) fue un establo de entrenamiento de sumo profesional. El recinto formó parte del ichimon Tokitsukaze. Estuvo activo desde 1971 hasta que cerró en el año 2000.

## Historia
El establo Tatsutagawa fue fundado en 1971 por el ex yokozuna Kagamisato. En un principio, este se convirtió en el maestro del establo Tokitsukaze en 1968 tras el fallecimiento del anterior maestro, Futabayama, no obstante, Kagamisato fue forzado a dejar el cargo debido a que la viuda de Futabayama (la cual mantenía la propiedad del establo y sus instalaciones) favoreció al ex ōzeki Yutakayama Katsuo como maestro. En consecuencia, Kagamisato adquirió el nombre de maestro/anciano Tatsutagawa (el cual había sido utilizado previamente por varios gyōji y luego permaneció vacante desde 1961) y fundó su propio establo sin llevarse consigo a ningún recluta del establo Tokitsukaze. Kagamisato fue acompañado por el maestro Tatsuyama, ex ōzeki Ouchiyama, el cual trabajó como entrenador en el nuevo establo hasta su fallecimiento en 1985. El establo no logró atraer a luchadores talentosos y Kagamisato eventualmente alcanzó la edad de retiró obligatoria a los 65 años en abril de 1988 sin haber producido a un luchador de primera división (makuuchi), aunque si pudo producir a un solo sekitori, Takamichi, el cual alcanzó el rango de jūryō #9.
Tras el retiro de Kagamisato, el control del establo fue asumido por el ex sekiwake Aonosato el cual fue transferido del establo Tokitsukaze. Aonosato produjo a cuatro sekitori, Fukunosato, Shikishima, Jūmonji y Ryūhō. Tras el retiro de Aonosato en noviembre del 2000, el establo Tatsutagawa cerró oficialmente, con todos sus luchadores y personal siendo transferidos al establo Michinoku. Entre los transferidos estuvieron incluidos los futuros luchadores de alto rango Toyozakura y Hakuba.

## Dueños
- 1988–2000: El décimo cuarto (14°) Tatsugawa (ex sekiwake Aonosato Sakari)
- 1968–1988: El décimo tercer (13°) Tatsutagawa (el cuadragésimo segundo (42°) yokozuna Kagamisato Kiyoji)

## Exluchadores destacados
- Hakuba (ex komusubi)
- Shikishima (ex maegashira)
- Toyozakura (ex maegashira)
- Jūmonji (ex maegashira)
- Ryūhō (ex maegashira)
- Takamichi (ex jūryō)
- Fukunosato (ex jūryō)